# Who's in the strawberry patch with Sally
Who’s in the strawberry patch with Sally is een single van Dawn featuring Tony Orlando. Het is afkomstig van hun album Dawn’s new ragtime follies. Het nummer is geschreven in de vlotte stijl waarvoor deze combinatie zo bekend werd, maar het kwam in de schaduw te staan van het eerdere megasucces Tie a Yellow Ribbon Round the Ole Oak Tree. Beide zijn geschreven door het schrijverduo Levine en Brown, Brown schreef eerder voor de Partridge Family.

## Hitnotering

### Nederlandse Top 40
| Hitnotering: week 5 t/m 9 in 1974 | Hitnotering: week 5 t/m 9 in 1974 | Hitnotering: week 5 t/m 9 in 1974 | Hitnotering: week 5 t/m 9 in 1974 | Hitnotering: week 5 t/m 9 in 1974 | Hitnotering: week 5 t/m 9 in 1974 | Hitnotering: week 5 t/m 9 in 1974 |
| Week:                             | 1                                 | 2                                 | 3                                 | 4                                 | 5                                 |                                   |
| --------------------------------- | --------------------------------- | --------------------------------- | --------------------------------- | --------------------------------- | --------------------------------- | --------------------------------- |
| Positie:                          | 34                                | 33                                | 27                                | 26                                | 38                                | uit                               |

### BelgischeBRT Top 30
| Hitnotering: 2 t/m 8 maart 1974 | Hitnotering: 2 t/m 8 maart 1974 | Hitnotering: 2 t/m 8 maart 1974 |
| Week:                           | 1                               |                                 |
| ------------------------------- | ------------------------------- | ------------------------------- |
| Positie:                        | 24                              | uit                             |

### Britse single Top 50
| Hitnotering: 9-3-1974 t/m 6-4-1974 | Hitnotering: 9-3-1974 t/m 6-4-1974 | Hitnotering: 9-3-1974 t/m 6-4-1974 | Hitnotering: 9-3-1974 t/m 6-4-1974 | Hitnotering: 9-3-1974 t/m 6-4-1974 | Hitnotering: 9-3-1974 t/m 6-4-1974 |
| Week:                              | 1                                  | 2                                  | 3                                  | 4                                  |                                    |
| ---------------------------------- | ---------------------------------- | ---------------------------------- | ---------------------------------- | ---------------------------------- | ---------------------------------- |
| Positie:                           | 37                                 | 41                                 | 40                                 | 46                                 | uit                                |